# Kašivárová
Kašivárová je národní přírodní rezervace v oblasti Štiavnické vrchy v katastrálním území obce Hodruša-Hámre v okrese Žarnovica v Banskobystrickém kraji na Slovensku.

## Popis
Území bylo vyhlášeno v roce 1933, novelizováno v roce 1984 a v současnosti se rozkládá na ploše 49,8000 ha. Ochranné pásmo nebylo stanoveno.